# VoLTE
Voice over LTE (engl. für Telefonie über LTE, VoLTE) ist ein Verfahren für Sprachtelefonie über das 4G-Netz. Vorteile zum älteren 2G- oder 3G-Netz sind weniger Stromverbrauch, verbesserte Sprachqualität und schnellerer Verbindungsaufbau.

## Technik

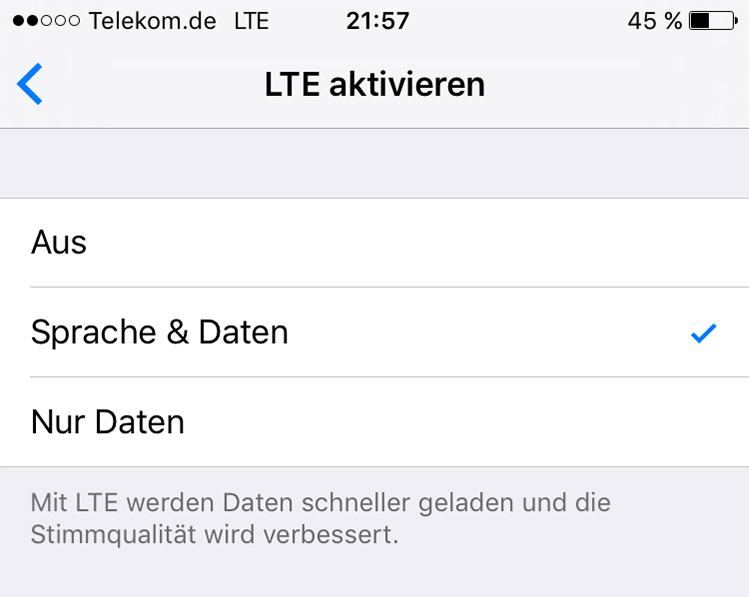
„Voice over LTE“-Menü unter iOS

Euronotruf

VoLTE basiert auf dem IP Multimedia Subsystem, welches 2001 für den Vorgängerstandard UMTS spezifiziert wurde. Dabei läuft die Telefonie, anders als bei GSM und UMTS, paketbasiert ab. Der Datenstrom von VoLTE wird von den Netzbetreibern üblicherweise wie die klassische Telefonie nach Minuten und nicht nach übertragenem Datenvolumen abgerechnet. Voice over LTE zeichnet sich vor allem durch die im Vergleich bessere Sprachqualität sowie den schnelleren Rufaufbau aus. Für gewöhnlich kommen die in der HD-Telefonie üblichen Codecs AMR-WB und EVS je nach Netzbetreiber zum Einsatz. Es wird aber auch der schmalbandige Codec AMR-NB zu Kompatibilitätszwecken unterstützt. Da VoLTE je nach Anbieter leicht unterschiedlich implementiert wird, steht es häufig bei Roaming nicht zur Verfügung, stattdessen wird bei einem eingehenden oder ausgehenden Anruf ein "Circuit Switched Fallback" (CSFB) eingeleitet.

### Circuit Switched Fallback
Vor der Einführung von VoLTE konnte man keine klassischen Sprachverbindungen über das LTE-Netzwerk aufbauen, weswegen CSFB eingeführt wurde: Signalisiert das Mobilfunknetz einen Anruf, schaltet das Modem des Endgerätes von LTE entweder auf UMTS oder GSM um, um dort dann das leitungsvermittelte (engl. "Circuit Switched") Gespräch aufzubauen. Bei GSM gibt es den zusätzlichen Nachteil, dass eine parallele Datenverbindung nicht möglich ist. Der CSFB kostet viel Zeit, weswegen Rufaufbauzeiten von über acht Sekunden keine Seltenheit sind.

### Notrufe
Klassische Notrufe sind über VoLTE, wie bei anderer VoIP-Software wie beispielsweise Skype, bei Vodafone in Deutschland noch nicht möglich, jedoch bei der Deutschen Telekom und bei Telefónica Germany. Die Netzbetreiber Telekom (behoben) und Telefónica Germany (behoben) wiesen auf den Geräten selbst sowie in den Leistungsbeschreibungen ihrer Mobilfunktarife explizit auf den Umstand hin. Zwar hat die Europäische Union mit dem E112 einen erweiterten Euronotruf eingeführt, welcher auch für das eCall-System genutzt wird, allerdings unterstützten die deutschen Netzbetreiber diesen Standard im LTE-Betrieb noch nicht alle (Vodafone und deren Marken fehlen).
In den USA kann man beim zur Deutschen Telekom gehörenden Netzbetreiber T-Mobile US in den Konto-Optionen eine Adresse hinterlegen, die an die Rettungsdienste bei einem Notruf übermittelt wird. Die E911 genannte Richtlinie ermöglicht es, wie bei "E112", Notrufe über VoLTE und – im Gegensatz zu Deutschland (alle Mobilfunknetze) – auch über WiFi-Calling abzusetzen.

### Gesprächsqualität
Die 3GPP verlangt mindestens die Unterstützung des AMR-Narrowband-Codec (Schmalband), der empfohlene Codec für VoLTE ist jedoch der AMR-Wideband-Codec (Breitband), auch bekannt unter HD-Telefonie. Das Fraunhofer IIS demonstrierte auch die Möglichkeit von "Full-HD-Telefonie" über VoLTE, eine Implementierung des AAC-ELD (Advanced Audio Coding – Enhanced Low Delay)-Codec für LTE-Mobiltelefone. Während der alte Telefon-Codec nur Frequenzen bis 3,5 kHz und der empfohlene AMR-WB bis 7 kHz nutzen, verwendet die "Full-HD-Telefonie" des Fraunhofer IIS das gesamte Frequenzband von 20 Hz bis 20 kHz, was die Stimme natürlicher klingen lässt. Dafür müssen beide Teilnehmer entsprechende Geräte haben und sich in einem dafür ausgestatteten Netz befinden.
Derzeit nutzen alle drei deutschen Mobilfunknetzbetreiber die Möglichkeit von VoLTE. Grundsätzlich funktioniert VoLTE nur auf kompatiblen Endgeräten.